# Atelier de Construction de Puteaux
O Atelier de construction de Puteaux (ou APX («A» de «Atelier» e «PX» de «Puteaux») era um arsenal estatal pertencente ao "Armée de terre". Situava-se no "número 8, quai national" em Puteaux (na altura do então département Seine, hoje em dia Hauts-de-Seine). Seu nome às vezes é escrito no plural ("Ateliers"), erroneamente porque se nos referirmos às fontes primárias, os selos e carimbos oficiais estão de fato no singular.

## Histórico
Fundado em 1866 e dirigido pelo engenheiro Frédéric Kreuzberger, sua função era originalmente a fabricação de máquinas operatrizes de precisão para as necessidades de arsenais franceses e estrangeiros. Foi uma das primeiras fábricas a serem construídas nos subúrbios de Paris, no início de sua transformação industrial. Ela produziria o fuzil Chassepot, depois o fuzil Gras e o canhão de 75 mm.
O APX dependia das demandas da arma de artilharia, assim como as oficinas de Tarbes, Angers, Avignon, Vernon (Eure), Rennes, Lyon e Douai. Como eles, ele se encarregava da munição e realizava testes. Por outro lado, as fábricas produziam materiais de pequeno e médio porte (armas de fogo e armas brancas), enquanto as chamadas oficinas de “manufatura” produziam materiais maiores (peças de artilharia).
O Atelier de Puteaux' tinha uma missão dupla:
- projetar novas armas para o exército francês. Ele se especializou em armas de pequeno e médio calibre e seus acessórios: metralhadoras, canhões, torres de tanques, miras telescópicas, mísseis etc.
- fabricar essas armas em série, individualmente ou em conjunto com outras fábricas.

Tendo a sua atividade sido transferida para a sua extensão em Rueil em 1964, as vastas instalações que ocupava no "Quai National" (rebatizado de Quai de Dion-Bouton em 1980) permaneceram desocupadas por quase 20 anos antes de finalmente serem demolidas em 1983. Em seu local, edifícios de apartamentos foram construídos.

## Produtos

### Armas
- 1888 : protótipo do fuzil Berthier.
- 1905 : metralhadora Puteaux Modèle APX 1905. Apenas algumas poucas centenas foram feitas devido aos seus vários defeitos.[5] Elas foi simplificada e produzida em massa pela Manufacture d'armes de Saint-Étienne (MAS) como a St. Étienne Mle 1907 e utilizada nas duas grandes guerras.
- 1915 : protótipo do Fusil Mitrailleur Modele 1915 CSRG, mais conhecido como "Chauchat".
- 1918 : o canon de 37 S. A. pour chars légers (37 mm SA 18) para tanques ligeiros.
- 1935 : o 25 mm APX modèle 1937, versão curta do Canon léger de 25 antichar SA-L modèle 1934.
- 1938 : arma de casamata  de alta velocidade em 75mm para o ARL V 39, modificado da arma de casamata de 75mm de 1929.
- 1969 : "Anti-Char Rapide Autopropulsé" (ACRA).[1]

### Acessórios
- 1957 : mira telescópica para o fuzil MAS-49.

### Torres de tanques
- 1934 : APX 3B torre do Panhard 178.
- 1935 : APX 5 torre montada no AMR 35 ZT 2 e no Gendron-Somua AMR 39.
- 1936 : APX torre padrão do protótipo do Hotchkiss H35, do protótipo do Renault R35 e do FCM 36.
- 1938 : APX-R torre da variante "H39" do Hotchkiss H35, do Renault R35 e do Renault R40. Uma torre APX-R foi planejada para o AMX 38.[6]